# Jungenhofen
Jungenhofen ist ein Gemeindeteil der Stadt Höchstadt an der Aisch im Landkreis Erlangen-Höchstadt (Mittelfranken, Bayern). Jungenhofen liegt in der Gemarkung Zentbechhofen.

## Geografie
Das Dorf liegt inmitten einer Waldlichtung am Seegraben, einem rechten Zufluss der Reichen Ebrach. Dieser Bach speist eine Kette von Weihern, nördlich des Ortes Schmuckweiher genannt. Das Waldgebiet im Norden heißt Lämmerhart, im Südosten Tellerholz und im Süden Melmbrunnen. Eine Gemeindeverbindungsstraße verläuft nach Zentbechhofen zur Staatsstraße 2254 (2 km südwestlich) bzw. die Bundesstraße 505 unterquerend nach Schlüsselau (1,6 km nördlich). Eine weitere Gemeindeverbindungsstraße führt nach Schnaid zur Kreisstraße FO 10 (2,5 km östlich).

## Geschichte
Der Ort wurde 1109 im Stiftungsbrief von St. Jakob in Bamberg erstmals urkundlich erwähnt. 1291 übertrug Friedrich von Hasefurth seinen Hof an das Kloster Schlüsselau. Im folgenden Jahr nahm das Kloster ein Lehen des Domvikars Berthold Sezlach an. 1295 verkaufte Conrad Cratz seine Lehenschaft über Jungenhofer Güter an das Kloster und 1319 wurden die Güter von St. Jakob gegen einen jährlichen Zins von acht Unzen Denaren und Naturalgefälle erworben. 1350 erwarb Friedrich Zolner den Zehnten. Nach der Aufhebung des Nonnenkonvents 1525 verwaltete das Amt Höchstadt dessen Besitz- und Herrschaftsrechte in Jungenhofen.
Gegen Ende des 18. Jahrhunderts gab es in Jungenhofen 12 Anwesen (2 Huben, 2 Halbhöfe, 5 Gütlein, 3 Sölden) und ein Gemeindehirtenhaus. Das Hochgericht übte das bambergische Centamt Bechhofen aus. Die Dorf- und Gemeindeherrschaft sowie die Grundherrschaft über alle Anwesen hatte das bambergische Kastenamt Schlüsselau.
Im Rahmen des Gemeindeedikts wurde Jungenhofen dem 1808 gebildeten Steuerdistrikt Zentbechhofen zugewiesen. 1818 wurde die Ruralgemeinde Zentbechhofen gebildet, zu der der Ort gehörte.
Am 1. Januar 1972 wurde Jungenhofen im Zuge der Gebietsreform in die Stadt Höchstadt an der Aisch eingegliedert.

### Baudenkmal
- Haus Nr. 11: Kruzifix

### Einwohnerentwicklung
| Jahr      | 001819 | 001861 | 001871 | 001885 | 001900 | 001925 | 001950 | 001961 | 001970 | 001987 |
| Einwohner | 78     | 73     | 84     | 62     | 79     | 78     | 93     | 71     | 86     | 53     |
| Häuser    |        |        |        | 14     | 18     | 14     | 15     | 14     |        | 13     |
| Quelle    | [ 9 ]  | [ 10 ] | [ 11 ] | [ 12 ] | [ 13 ] | [ 14 ] | [ 15 ] | [ 16 ] | [ 17 ] | [ 1 ]  |

## Religion
Der Ort ist römisch-katholisch geprägt und nach St. Leonhard (Zentbechhofen) gepfarrt. Die Einwohner evangelisch-lutherischer Konfession sind nach St. Maria und Johannes (Pommersfelden) gepfarrt.